# 지진대

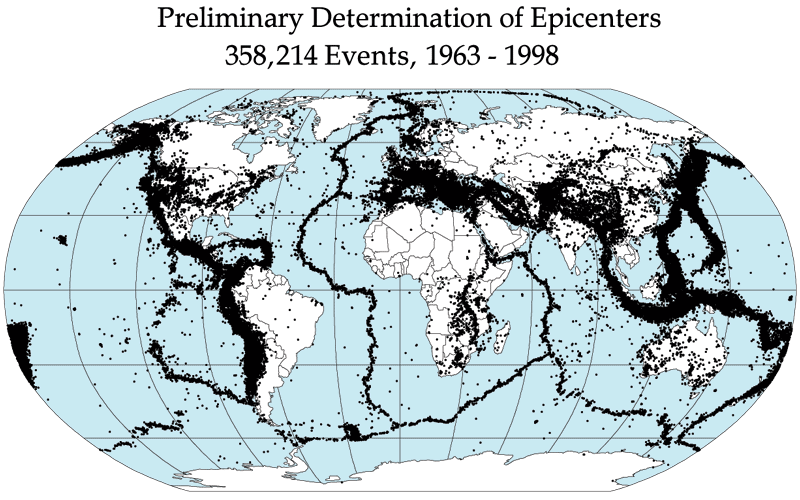

지진대(地震帶)는 화산대(火山帶)라고도 하며 지진과 화산이 자주 발생하는 띠 모양의 지역을 말한다. 환태평양 조산대, 알프스-히말라야 조산대, 해령 지진대가 있다.
옛날부터 지진이 일어나기 쉬운 곳은 띠모양으로 분포한다는 생각이 있어서 이를 지진대라고 한다. 일본 부근의 지진 분포를 잘 조사한 결과, 띠모양을 이룬다기보다는, 지진소(地震巢)로서 한 덩어리가 되어 있다고 생각하는 것이 옳음이 밝혀졌다. 그러므로 일본 부근에 관해서는 지진대라는 생각은 낡은 생각이다.
지진으로부터 안전한 곳은 지구상에 없지만, 특히 자주 발생하는 지역이 있다. 이 지역을 연결하면 띠 모양을 이루는데 이를 지진대라고 부른다. 세계에서 유명한 지진대는 환태평양지진대와 알프스지진대가 있다.
환태평양지진대는 전 세계 지진의 80%가 발생하는 곳으로 아메리카 서부의 산과 알래스카, 일본, 필리핀을 지나 뉴질랜드까지를 잇는 하나의 고리 모양이다. 일본은 환태평양지진대에 위치하고 있기 때문에 지진이 자주 발생한다. 알프스지진대는 알프스와 히말라야산맥을 지나 인도네시아를 통과하며 이곳에서는 전 세계 지진의 15%가 발생한다. 이 두 개의 지진대를 제외하고도 해령을 따라 소규모의 지진대가 발달하고 있다. 지진대는 지구 내부의 에너지가 지표로 내뿜어지는 곳으로 판의 경계부와 일치한다.
화산대의 폭은 보통 100-200km인데, 세계에서 가장 긴 화산대는 태평양을 에워싸고 있는 환태평양 화산대이다. 전 세계 활화산의 60%는 이 화산대에 속해 있다. 특징은 컬크알칼리 암계라고 불리는, 주로 안산암질 마그마의 분출이 많으며, 여러 가지 형태의 화산이 있고, 분화 형태도 매우 다양하여 지구 표면에서 화산 활동이 가장 활발한 부분이다. 이 밖에도 지중해에서 아시아에 걸쳐 뻗어 있는 지중해 화산대, 아프리카 대륙 동부의 대지구대를 따라 분포하는 동아프리카 화산대 등이 있다. 모든 화산대는 지진대나 지각 변동이 격렬한 지역과 일치한다. 한편 해저에는 다른 종류의 화산대, 즉 태평양 남동부와 대서양 중앙부를 남북으로 달리는 지대, 인도양 등의 중앙 해령이라 불리는 총연장 8만 킬로미터에 이르는 균열 지대가 있으며, 이곳은 현무암질 마그마의 활동이 왕성하다. 하와이 제도나 갈라파고스 제도는 거대한 화산열도이다.